# Пію чінчіпський
Пію чінчіпський (Synallaxis chinchipensis) — вид горобцеподібних птахів родини горнерових (Furnariidae). Ендемік Перу. Раніше вважався підвидом білогорлого пію, однак за результатами низки молекулярно-генетичних досліджень був визнаний окремим видом у 2021 році.

## Опис
Довжина птаха становить 11-13 см. Тім'я і верхня частина тіла оливково-зелені, надхвістя коричневе, боки сірувато-коричневі, хвіст довгий, коричневий, крайні стернові пера рудуваті. Над очима білі "Брови". Горло і верхня частина грудей білі, поцятковані коричневими плямками. 

## Поширення і екологія
Чінчіпські пію мешкають на північному сході Перу в долинах річок Мараньйон і Майо-Чінчіпе. Вони живуть на узліссях сухих тропічних лісів та в сухих чагарникових заростях. Зустрічаються  парами на висоті до 700 м над рівнем моря, іноді приєднуються до змішаних зграй птахів. Живляться комахами, яких шукають серед рослинноста на висоті 1-2 м над землею.